# إحدى وخمسون حكاية (قصص قصيرة)
إحدى وخمسون حكاية (بالإنجليزية:  Fifty-One Tales )‏هي عبارة عن مجموعة من القصص القصيرة الخيالية للكاتب الايرلندي لورد دانسني نشرت في وقت واحد في لندن ومدينة نيويورك في أبريل 1915. تختلف الطبعات البريطانية والأمريكية بترتيب الحكايات بشكل مختلف قليلاً وباحتواء قصة وإغفال أخرى؛ مثلاً «الشاعر يتحدث مع الأرض» في النسخة البريطانية، و «الضباب» في النسخة الأمريكية.

## المحتويات
يضم الكتاب إحدى وخمسين قصة للمؤلف وهي:
| - «الرذيلة» - «شارون» - «موت بان» - «أبو الهول بالجيزة» - «الدجاجة» - «الرياح والضباب» - «بناؤو الطوافة» - «العامل» - «الضيف» - «الموت وأوديسيوس» - «الموت والبرتقالة» - «صلاة الزهور» - «الزمن والتاجر» - «المدينة الصغيرة» - «الحقول الغير صالحة للرعي» - «الدودة والملاك» - «بلد بلا أغاني» - «آخر شيء» - «الديماغوجي وديمي موند» - «الخشخاش العملاق» - «ورود» - «الرجل ذو الأقراط الذهبية» - «حلم الملك كارنا فوترا» - «العاصفة» - «خطأ في تحديد الهوية» - «التاريخ الحقيقي للأرنب والسلحفاة» | - «وحده الخالدون» - «حكاية أخلاقية قصيرة» - «عودة الأنشودة» - «الربيع في المدينة» - «كيف جاء العدو إلى ثلونرانا» - «لعبة خاسرة» - «اتخاذ بيكاديللي» - «بعد الحريق» - «المدينة» - «طعام الموت» - «الوحيد أيدول» - «أبو الهول في مدينة طيبة (ماساتشوستس)» - «الجائزة» - «المشكلة في الشارع المورق الأخضر» - «صانع الشق» - «سلطة جراد البحر» - «عودة المنفيين» - «الطبيعة والزمن» - «أغنية من شحرور» - «المراسلين» - «ثلاثة أبناء طوال القامة» - «حل وسط» - «ما وصلنا إليه» - «قبر بان» - «الشاعر يتحدث مع الأرض» (النسخة الإنجليزية فقط) - «السديم» (النسخة الأمريكية فقط) |